# Nancy Rutledge
Pour les articles homonymes, voir Rutledge.
Nancy Rutledge, née le 18 février 1901 à Chicago et décédée en juillet 1976 à  Westbury, État de New York, est un auteur américain de roman policier. Elle a signé une de ses œuvres du pseudonyme Leigh Bryson.

## Biographie
Après l’obtention d’un diplôme en chimie d’un établissement de l’Illinois, elle s’inscrit à l’Université Northwestern en Lettres.  Elle est ensuite enseignante pendant de nombreuses années avant de s’installer dans les années 1940 en Californie pour se consacrer à l’écriture.
Entre 1944 et 1961, elle publie une quinzaine de romans policiers qui s’apparentent le plus souvent au thriller psychologique. Elle favorise les récits à thèse où un individu, issu d’une classe sociale défavorisée, en vient à tuer pour l’appât du gain ou du pouvoir.  D’une obédience politique résolument républicaine, l'auteur condamne le criminel qui ne sait pas accepter son rang et laisse ainsi transparaître en filigrane une morale conservatrice. 
Son chef-d’œuvre, le suspense Emily le saura ! (1949) a été adapté en 1956 par Denys de La Patellière pour le film français Le Salaire du péché, avec Danielle Darrieux, Jeanne Moreau et Jean-Claude Pascal.

## Œuvre

### Romans

#### Signés Nancy Rutledge
- Beware the Hoot Owl (1944)
- Blood on the Cat (1946) Publié en français sous le titre Le chat connaît l’assassin, Paris, Nicholson & Watson, coll. La Tour de Londres no 34, 1949
- The Preying Mantis (1947) Publié en français sous le titre La Mante religieuse, Paris, S.E.P.E., coll. Soir-Police no 4, 1950 ; réédition, Paris NéO, coll. Le Miroir obscur no 22, 1981
- Murder for Millions (1949)
- Emily Will Know (1949) Publié en français sous le titre Emily le saura !, Paris, Gallimard, Série blême no 6, 1950 ; réédition, Paris, Librairie des Champs-Élysées, Le Masque no 1753, 1984
- Easy for Murder (1951) Publié en français sous le titre La Femme de César, Genève, Ditis, coll. Détective-club-Suisse no 77, 1951 ; réédition, Paris, Ditis, coll. Détective-club-France no 46, 1951 ; réédition, Paris, Librairie des Champs-Élysées, Le Masque no 1830, 1986
- Cry Murder (1954) Publié en français sous le titre Le Métier dans la peau, Paris, Fayard, L'Aventure criminelle no 15, 1957
- Murder in Disguise (1956)
- Wanted for Murder (1956) Publié en français sous le titre Je ne serai pendu qu’une fois, Paris, Fayard, L'Aventure criminelle no 50, 1959
- Murder on the Mountain (1956) Publié en français sous le titre L’Homme aux yeux froids, Paris, Fayard, L'Aventure criminelle no 42, 1958
- The Frightened Murderer (1957) Publié en français sous le titre Vengeance en suspens, Paris, Fayard, L'Aventure criminelle no 23, 1958
- Death Stalks the Bride (1958)
- Escape Into Danger (1959)
- Forgotten World (1960)
- Alibi for Murder (1961)

#### Signé Leigh Bryson
- The Gloved Hand (1947)

### Adaptation
- 1956 : Le Salaire du péché, film français réalisé par Denys de La Patellière, d’après le roman Emily le saura (1949), avec Danielle Darrieux, Jeanne Moreau et Jean-Claude Pascal